# Борисов Михайло Володимирович
Михайло Володимирович Борисов (рос. Михаил Владимирович Борисов; 16 квітня 1923 — 16 квітня 2012, Ялта) — радянський льотчик, в роки Великої Вітчизняної війни — заступник командира авіаційної ескадрильї 51-го мінно-торпедного авіаційного полку 8-ї мінно-торпедної авіаційної дивізії ВПС Балтійського флоту. Герой Радянського Союзу (6.3.1945), підполковник. Почесний громадянин Мозиря та Ялти.

## Біографія
Народився 16 квітня 1923 року в селі Наровчизна нині Мозирського району Гомельської області в сім'ї службовця. Білорус. Член КПРС з 1946 року. Закінчив 8 класів, в березні 1941 року — Гомельський аероклуб.
У ВМФ з 1941 року. У 1943 році закінчив Військово-морське авіаційне училище. Служив в авіаційному полку перегонки літаків ВПС ВМФ.
З серпня 1944 року на фронті Великої Вітчизняної війни.
Заступник командира авіаційної ескадрильї 51-го мінно-торпедного авіаційного полку (8-а мінно-торпедна авіаційна дивізія, ВПС Балтійського флоту) лейтенант Михайло Борисов здійснив 17 бойових вильотів, потопив 5 транспортів ворога.
Звання Героя Радянського Союзу присвоєно 6 березня 1945 року.
4 травня 1945 року брав участь в атаці на німецький броненосець «Шлезіен».
У 1947 році закінчив Вищі офіцерські курси ВПС ВМФ. З 1960 року підполковник Борисов — в запасі. Проживав в Євпаторії.
З 1966 року проживав в УРСР, в місті Ялті.
Помер 16 квітня 2012 року в свій вісімдесят дев'ятий день народження в Ялті. Похований на Новому цвинтарі в Ялті.